# Đảo Liberty
Đảo Liberty (tiếng Anh: Liberty Island có nghĩa là Đảo Tự do) là một hòn đảo nhỏ không có cư dân nằm trong Bến cảng New York tại Hoa Kỳ, được biết đến nhiều nhất vì là vị trí của Tượng Nữ thần Tự do. Tuy được gọi tên là Đảo Tự do từ đầu thế kỷ 20 nhưng cái tên này vẫn không là tên chính thức mãi cho đến năm 1956. Năm 1937, qua tuyên bố 2250, Tổng thống Franklin D. Roosevelt mở rộng Tượng đài Quốc gia Tượng Nữ thần Tự do bao gồm toàn bộ Đảo Bedloe (tên trước kia của Đảo Liberty), và vào năm 1956, một đạo luật của Quốc hội Hoa Kỳ chính thức đặt tên lại cho nó. Nó trở thành một phần của khu vực được liệt kê trong Sổ bộ Địa danh Lịch sử Quốc gia Hoa Kỳ có tên là Tượng đài Quốc gia Tượng Nữ thần Tự do, Đảo Ellis và Đảo Liberty năm 1966.

## Địa lý và lối vào đảo

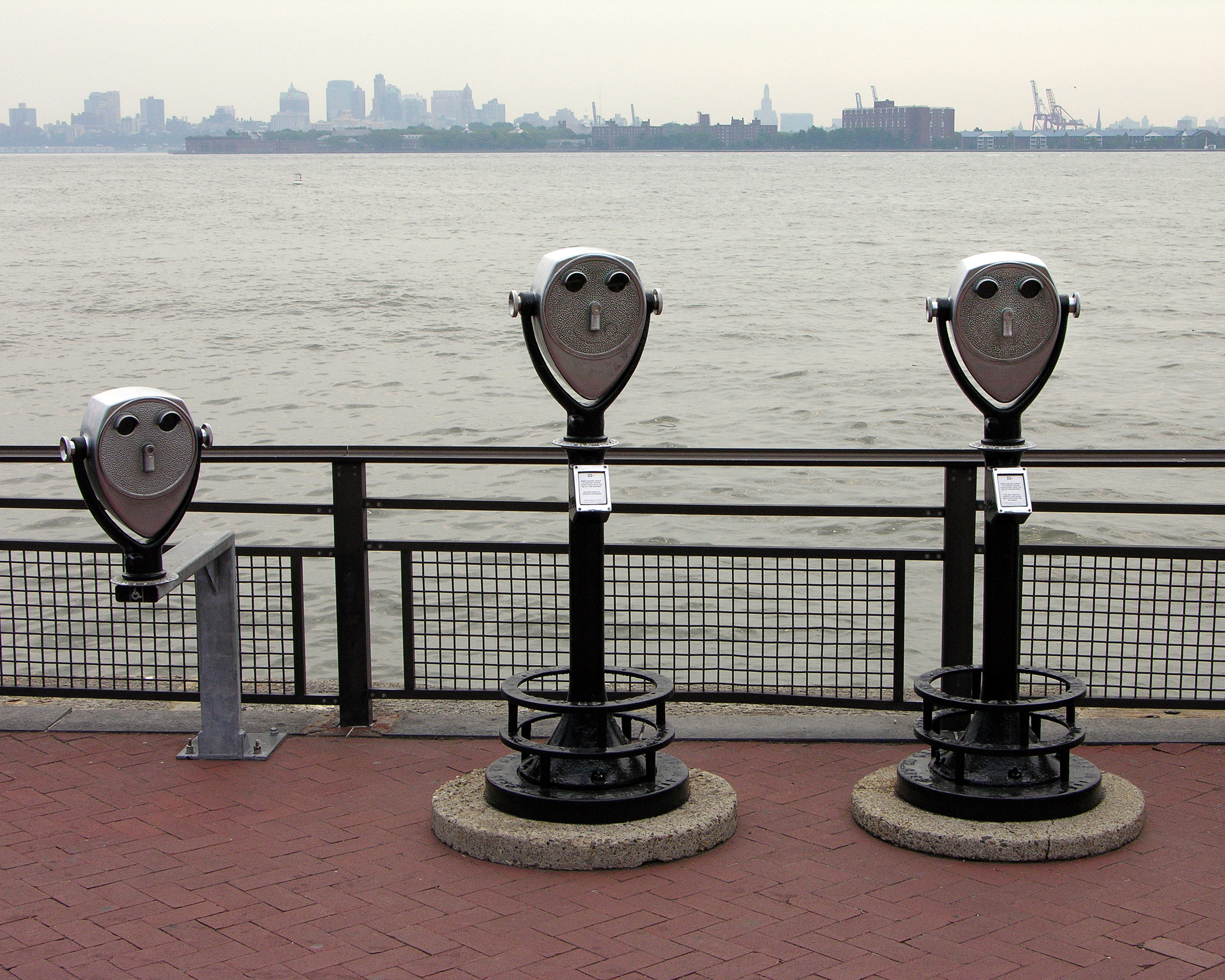
Ống nhòm "Aliens" (người hành tinh) trên đảo. Vị trí này có thể nhìn thấy cảnh quang rộng của Bến cảng New York.

Theo Cục Điều tra Dân số Hoa Kỳ, hòn đảo có diện tích đất là 59.558 mét vuông hay 14,717 mẫu Anh, là tài sản của chính phủ liên bang Hoa Kỳ. Đảo Liberty nằm hoàn toàn bên trong ranh giới Thành phố Jersey, New Jersey, nhưng những phần có xây dựng và các cầu tàu của đảo nằm trong thẩm quyền pháp lý của Thành phố New York,. Các phát triển trong lịch sử đã tạo ra một tình trạng hiếm có về một khu cô lập thuộc một tiểu bang (tiểu bang New York) lại nằm trong một tiểu bang khác là New Jersey. Hòn đảo được Cục Công viên Quốc gia Hoa Kỳ điều hành. Kể từ khi có vụ tấn công ngày 11 tháng 9 năm 2001, Đơn vị Tuần tra Biển thuộc Cảnh sát Công viên Hoa Kỳ bảo vệ và tuần tra hòn đảo này 24 tiếng đồng hồ mỗi ngày. Đảo Liberty nằm cách Công viên Tiểu bang Liberty trong Thành phố Jersey 600 mét về phía đông và cách Công viên Battery trong Hạ Manhattan 2,6 km về phía tây nam. Công chúng chỉ được phép vào đảo bằng phà từ hai công viên nói trên. Các tuyến phà này cũng phục vụ Đảo Ellis lân cận nằm ở phía bắc.

## Lịch sử

### Đảo Oyster (đảo ốc hàu)

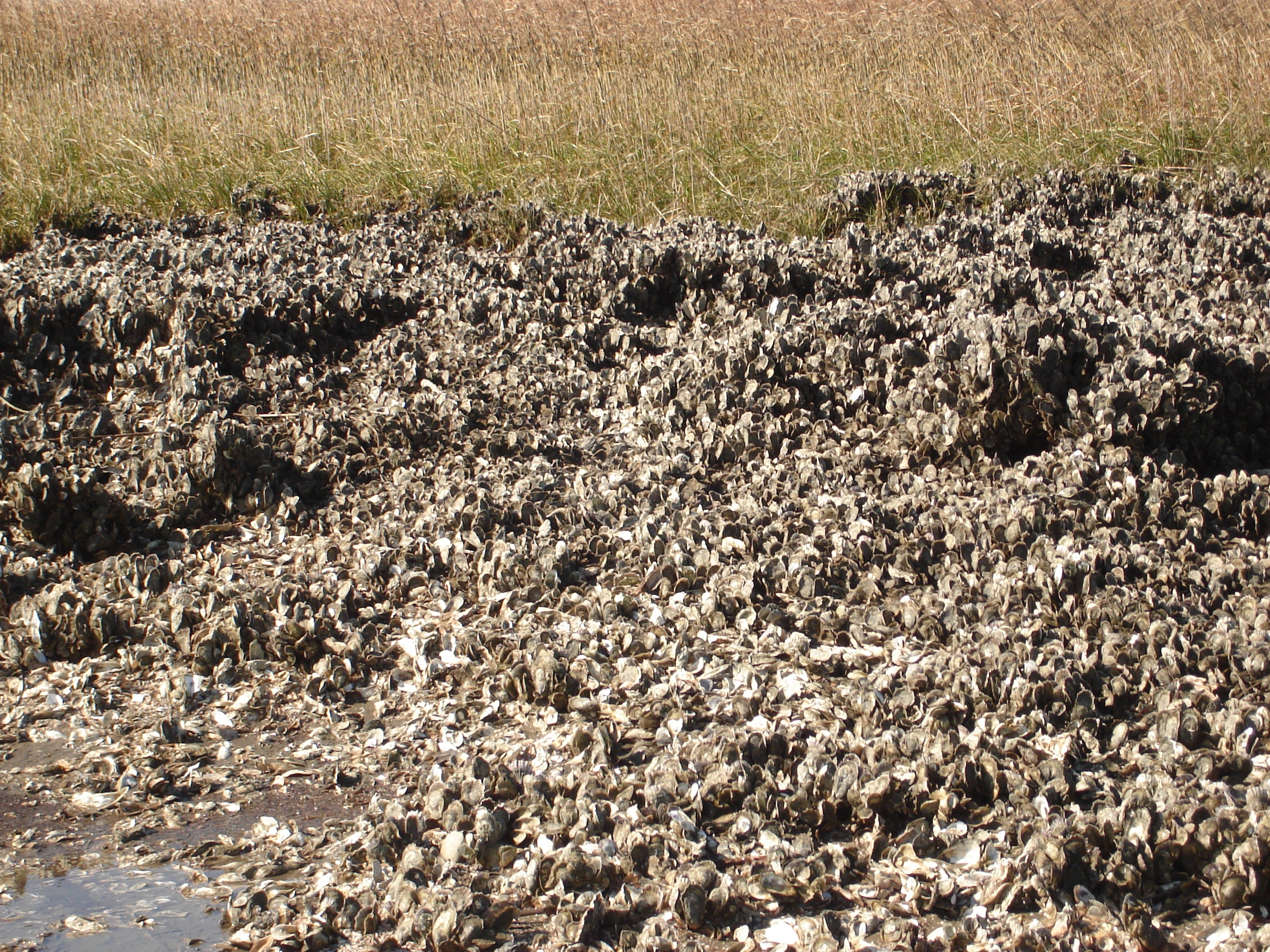
Đảo Liberty trước đây từng được bao quanh bởi những thềm đất sinh sản của vô số các loài sò ốc như thềm đất sinh sản này của loài hàu trên Đảo Cockspur, Georgia.

Vào thời châu Âu thuộc địa hóa khu vực sông Hudson trong thế kỷ 17, phần lớn phía tây của Vịnh Thượng New York có nhiều khu đất chìm lớn tạo ra các thềm đất sinh sản rộng lớn cho loài ốc hàu. Ốc hàu là 1 nguồn thực phẩm chính của người Lenape sống tại đó vào thời đó. Có một vài hòn đảo không hoàn toàn chìm hẳn khi thủy triều lên cao. Ba trong số các đảo đó (sau này được biết là Đảo Liberty, Đảo Ellis và Đảo Black Tom) được những người định cư tại Tân Hà Lan đặt tên là Quần đảo Hàu (Oyster Island). Tân Hà Lan là thuộc địa đầu tiên của châu Âu nằm trong các tiểu bang Trung-Đại Tây Dương. Các thềm đất hàu vẫn là 1 nguồn thực phẩm chính trong gần 3 thế kỷ.
Việc san lấp lấn biển vào đầu thế kỷ 20, đặc biệt bởi Đường sắt Lehigh Valley và Đường sắt Trung tâm của New Jersey, dần dần xóa hết các thềm đất hàu, nuốt chửng mất một hòn đảo và đưa bờ biển gần sát các đảo khác hơn.

### Đảo Bedloe
Sau khi người Hà Lan đầu hàng quân Anh tại Đồn Amsterdam năm 1664, thống đốc người Anh là Richard Nicolls trao tặng hòn đảo này cho Thuyền trưởng Robert Needham. Hòn đảo này được bán cho Isaac Bedlow ngày 23 tháng 12 năm 1667. Hòn đảo vẫn là điền sản của ông mãi cho đến năm 1732 khi nó được bán với giá 5 shilling cho các thương gia New York là Adolphe Philipse và Henry Lane. Trong thời gian những thương gia này làm chủ, hòn đảo tạm thời được thành phố New York quản lý để thiết lập một trạm cách ly chống bệnh đậu mùa.

Năm 1746 hòn đảo được Archibald Kennedy mua lại để sử dụng làm nhà mùa hè. Năm 1753 hòn đảo được đăng quảng cáo sẵn sàng cho thuê
Năm 1756 Kennedy lần nữa cho phép hòn đảo được dùng làm trạm cách ly chống bệnh đậu mùa. Ngày 18 tháng 2 năm 1758, chính quyền Thành phố New York mua hòn đảo với giá £1.000 để sử dụng làm nơi chữa bệnh truyền nhiễm.
Khi quân Anh chiếm đóng Bến cảng New York dẫn đến Chiến tranh Cách mạng Mỹ, hòn đảo được dùng để chứa người tỵ nạn "Tory", nhưng ngày 2 tháng 4 năm 1776, các tòa nhà được xây trên đảo cho họ dùng bị đốt cháy hoàn toàn.

### Đồn Wood

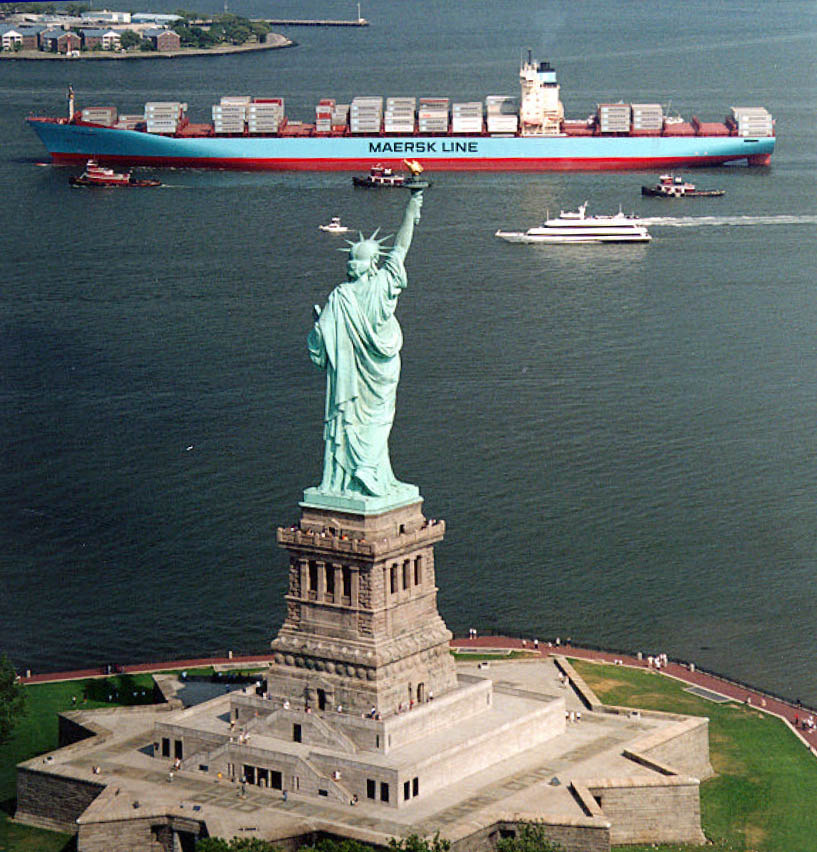
Các bức tường hình-sao của Đồn Wood đã trở thành nền của Tượng Nữ thần Tự do.

Ngày 15 tháng 2 năm 1800, Lập pháp tiểu bang New York nhượng hòn đảo lại cho chính phủ liên bang để xây một đồn phòng thủ trên đảo (cùng với Đảo Governor và Đảo Ellis). Việc xây một pháo đài hình sao 11 cánh trên hòn đảo bắt đầu vào năm 1806 và hoàn thành năm 1811. Theo sau Chiến tranh 1812, đồn này được đặt tên là Đồn Wood theo tên của Trung tướng Eleazer Derby Wood, vị tướng tử trận trong Trận Lake Erie năm 1813. Pháo đài bằng đá granit được xây theo khuôn mẫu một đồn hình sao có 11 góc nhọn nhô ra ngoài. Sau này nó trở thành phần nền cho Tượng Nữ thần Tự do. Cục Công viên Quốc gia Hoa Kỳ (thành lập năm 1916) tiếp quản hòn đảo trong hai giai đoạn: 2 mẫu Anh (8,100 m²) năm 1933, và phần còn lại năm 1937. Các hệ thống quân sự được tháo dở hoàn toàn vào năm 1944.

### Tượng Nữ thần Tự do
Tượng đài quốc gia này là một món quà của nhân dân Pháp đánh dấu 100 năm độc lập của Mỹ. Theo thỏa thuận nhân dân Mỹ xây nền và nhân dân Pháp đặc trách xây tượng và rồi lắp ráp tượng tại Hoa Kỳ. Khu vực này được một đạo luật của Quốc hội Hoa Kỳ cho phép vào ngày 3 tháng 3 năm 1877. Bức tượng được hoàn thành tại Pháp vào tháng 7 năm 1884. Viên đá lễ nghi xây nền tượng được đặt xuống ngày 5 tháng 8 năm 1884, và sau một vài lần trì hoãn vì thiếu nguồn quỹ, công việc xây nền tượng hoàn thành vào ngày 22 tháng 4 năm 1886. Bức tượng, đến Bến cảng New York ngày 17 tháng 6 năm 1885 trên tàu Pháp Isère, được cất giữ trong các thùng lớn khoảng 11 tháng để chờ đợi nền tượng xây xong và được lắp ráp lại trong vòng 4 tháng. Ngày 28 tháng 10 năm 1886, bức tượng được Tổng thống Grover Cleveland khánh thành. Tên "Đảo Liberty" được đặt chính thức vào năm 1956.

## Các vụ tranh chấp chủ quyền

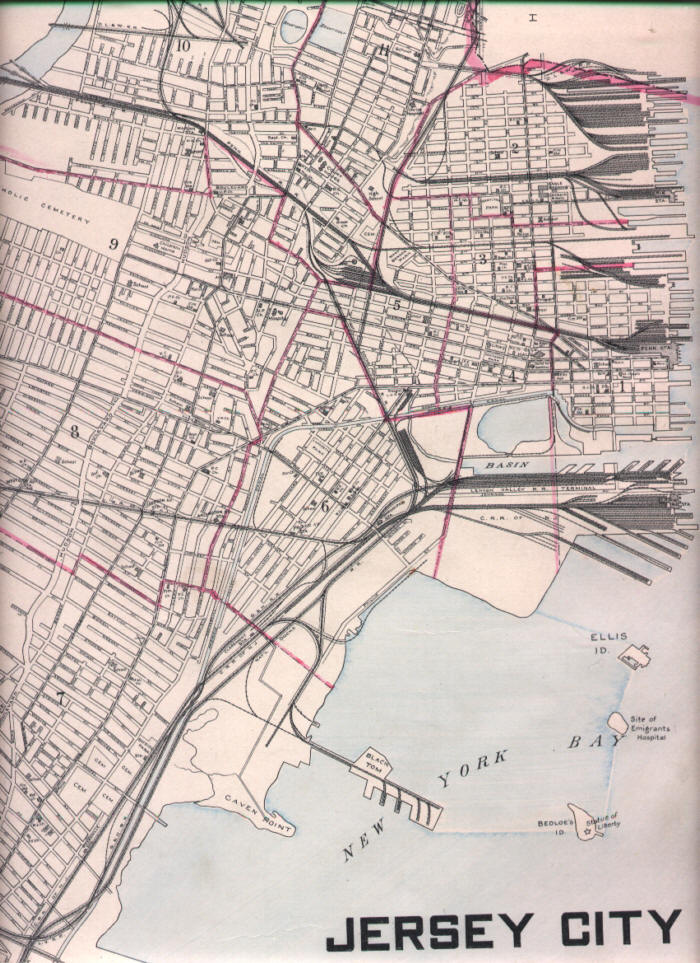
Tình trạng trước khi lấn biển. Vị trí của đảo nằm dọc theo bờ biển phía tiểu bang New Jersey trong Vịnh Thượng New York đưa đến việc tiểu bang này tìm cách thu hồi chủ quyền hòn đảo về mình.

Có một số vụ tranh chấp chủ quyền Đảo Liberty.
Một điều khoản bất thường về giấy phép sử dụng đất thời thuộc địa vào năm 1664 đã phác thảo lãnh thổ mà những người sở hữu đất từ New Jersey sẽ nhận được là nằm "về phía tây Đảo Long, và Đảo Manhattan và có giới hạn phần phía đông là biển, và một phần bởi sông Hudson", hơn là ở giữa dòng chảy của sông như thường thấy trong các văn bản pháp lý khác thời thuộc địa.
Khi Tỉnh New Jersey tách ra khỏi Tỉnh New York vào năm 1674, người ta cho rằng Đảo Staten thuộc về tỉnh củ. Sau đó thống đốc Edmund Andros ra lệnh rằng tất cả các hòn đảo nào trong vịnh mà tàu có thể chạy vòng quanh trong 24 giờ đồng hồ là thuộc tiểu bang New York. Thuyền trưởng Christopher Billopp chạy tàu quanh đảo trong vòng thời gian 24 tiếng đồng hồ như đã nói ở trên và ngay sau đó được cấp cho một trang viên ở mũi phía nam Đảo Staten. Ranh giới được hiểu là nằm dọc theo các đường bờ của sông Hudson, Vịnh Thượng New York, Kill van Kull (eo biển hẹp giữa Bayonne, New Jersey và Đảo Staten), Arthur Kill (eo biển hẹp giữa Đảo Staten và đất liền tiểu bang New Jersey).
Năm 1824 Thành phố New York tìm cách chiếm độc quyền dịch vụ phà chạy bằng hơi nước đang phát triển trong Bến cảng New York bằng một vụ kiện Gibbons đối đầu Ogden. Theo tòa án, phương tiện vận tải liên tiểu bang phải do chính phủ liên bang quy định và kiểm soát vì thế vấn đề ranh giới vẫn không được giải quyết. Năm 1830, New Jersey có kế hoạch mang sự việc ra kiện, nhưng vấn đề được giải quyết bằng một hiệp ước giữa hai tiểu bang và được Quốc hội Hoa Kỳ chấp thuận năm 1834. Hiệp ước này ấn định đường ranh giới giữa hai tiểu bang là ở điểm giữa của các thủy lộ chung của hai tiểu bang. Sự việc này sau đó được Tối cao Pháp viện Hoa Kỳ xác nhận trong một trường hợp vào năm 1908 mà cũng dẫn giải dựa theo hiệp ước vừa kể.
Năm 1987, Dân biểu Hoa Kỳ, Frank J. Guarini và thị trưởng Thành phố Jersey lúc đó, Gerald McCann khởi kiện Thành phố New York, cho rằng tiểu bang New Jersey đáng lẽ được chủ quyền đối với Đảo Liberty vì nó nằm phía bên trong tiểu bang New Jersey của đường ranh giới tiểu bang nhưng Tối cao Pháp viện Hoa Kỳ bác bỏ vụ kiện. Theo mặc định - vì tòa án chọn giải pháp không thụ lý vụ kiện - nên tình trạng pháp lý hiện hữu vẫn không thay đổi. Những phần đất của đảo nổi trên mặt nước là thuộc về New York trong khi đó quyền sở hữu tất cả các phần đất chìm bao quanh bức tượng là thuộc tiểu bang New Jersey.
Phán quyết năm 1997 của Tối cao Pháp viện Hoa Kỳ cũng đưa ra quyền sở hữu đất chìm như thế đối với hòn đảo gần đó là Đảo Ellis. New Jersey cho rằng phần lớn Đảo Ellis là do đất san lấp nhân tạo hình thành nên và tòa án đồng ý rằng hiệp ước năm 1834 chỉ tính đến những phần đất thiên nhiên của hòn đảo, chớ không phải là những phần đất được san lấp nhân tạo. Như thế tất cả đều đi đến đồng thuận rằng những phần đất của Đảo Ellis do san lấp nhân tạo thì thuộc về New Jersey trong khi phần đất thiên nhiên ban đầu thuộc về New York. Việc này chứng minh là không thực tiễn đối với công việc quản lý đất. Sau cùng New Jersey và New York đồng ý chia sẻ chủ quyền đối với toàn bộ hòn đảo. Tình trạng đặc biệt này chỉ áp dụng đối với Đảo Ellis và một phần Đảo Shooter. Tòa án chọn không lên tiếng về tiền lệ này đối với sự kiện khó có thể xảy ra là tòa án sẽ phán quyết ra sao nếu Đảo Liberty được mở rộng ra.

## Đất liên bang
Đảo Liberty được chính phủ liên bang Hoa Kỳ làm chủ từ năm 1800, đầu tiên là căn cứ quân sự và hiện nay là một danh lam quốc gia. Tượng đài Quốc gia Tượng Nữ thần Tự do, Đảo Ellis và Đảo Liberty, được liệt kê trên Sổ bộ Địa danh Lịch sử Quốc gia Hoa Kỳ từ năm 1966, bao gồm phần đất của cả hai tiểu bang. Ranh giới không gây tranh cãi giữa tiểu bang New Jersey và tiểu bang New York là nằm ở giữa dòng chảy của sông Hudson và Vịnh Thượng New York với Đảo Liberty nằm gọn bên trong phía New Jersey của đường ranh giới. Những phần được xây dựng lên là khu cách biệt (exclave) của tiểu bang New York và một phần của Thành phố New York, cho phép tiểu bang và thành phố New York phục vụ như cầu của du khách đến đó.
Để đáp lại "các câu hỏi thường được hỏi" rằng Tượng Nữ thần Tự do nằm trong New York hay New Jersey thì Cục Công viên Quốc gia Hoa Kỳ, cơ quan quản lý tượng, có nhắc đến hiệp ước năm 1834. Câu hỏi 127 của một bài thi quốc tịch Mỹ vào năm 2006 có hỏi "Tượng Nữ thần Tự do ở đâu?" Sở Di trú và Công dân Hoa Kỳ cho đáp án đúng là "Bến cảng New York" và "Đảo Liberty" nhưng có ghi nhận rằng các câu trả lời như "New Jersey", "gần Thành phố New York" và "trên sông Hudson" vẫn được chấp nhận.
Tượng Nữ thần Tự do đều được cả hai tiểu bang tuyên bố là một biểu tượng của mình. Bức tượng được in trên bảng số xe của New York từ năm 1986 đến năm 2000 và cũng có trên bảng số xe đặc biệt của New Jersey nhân dịp mừng Công viên Tiểu bang Liberty tại Thành phố Jersey. Bức tượng cũng hiện diện trên tiền kim loại 25 xu tiểu bang New York.
Mặc dù nó không có người ở nhưng Khảo sát Địa chất Hoa Kỳ gộp nó vào như một phần của Khu quốc hội số 8 của tiểu bang New York. Cả Thành phố New York và Thành phố Jersey đều có đặt các ô số cho hòn đảo. Các dịch vụ như điện, nước và cống rãnh phục vụ Đảo Liberty và Đảo Ellis được cung cấp từ phía New Jersey. Thư từ được chuyển giao từ khu Công viên Battery.